# Liste der Kupferstiche Martin Schongauers
Martin Schongauer schuf insgesamt 116 Kupferstiche. Es wird angenommen, dass keine Stiche verloren gingen. Keiner von Schongauers Stichen ist datiert, weshalb es auch in der Forschung oftmals keine gesicherte Datierung gibt. Ein besonderes Merkmal ist das Monogramm, mit dem Schongauer jeden seiner Stiche signierte.
Die Nummern in der Liste entsprechen der Nummerierung von Max Lehrs. Dessen Geschichte und kritischer Katalog des deutschen, niederländischen und französischen Kupferstichs im 15. Jahrhundert enthält das verbreitetste Verzeichnis der Stiche Martin Schongauers. Die Nummerierung von Lehrs ist thematisch orientiert und in der Forschung nach wie vor anerkannt.

## Hinweise

### Erhaltung der Stiche
Die Stiche Schongauers sind in ungewöhnlich hoher Zahl erhalten geblieben. Während fünf Exemplare eines Stichs aus dem 15. Jahrhundert der Durchschnitt sind, liegt der Wert bei Schongauer bei um die 30. Dies deutet auf eine große Verbreitung der Kupferstiche bereits zu Schongauers Lebzeiten hin. Sie wurden sowohl in Werkstätten als Ergänzungen zu den Musterbüchern, als auch als Illustrationen in Inkunabelausgaben verwendet. Zum Teil wurden die Drucke auch übermalt.
Nach dem Tod Martin Schongauers gingen die Druckplatten in den Besitz seiner Brüder über. Die Nutzung der Platten auch weit nach dem Tod des Künstlers war nicht unüblich. So lassen sich unterschiedliche Zustände einiger Stiche wie dem Thronenden Heiland bis ins beginnende 17. Jahrhundert nachweisen.
Matthias Quad von Kinkelbach, der sich um Druckplatten Schongauers bemüht hatte, gab dann zu Beginn des 17. Jahrhunderts in seiner Schrift Teutscher Nationalen Herligkeit an, dass alle Druckplatten zerstört seien. Aus dem 15. Jahrhundert ist nur eine sehr geringe Zahl von Druckplatten bis heute erhalten geblieben, von Martin Schongauer befindet sich keine darunter.

### Motive
Unter den Kupferstichen Martin Schongauers dominieren religiöse Darstellungen. Diese haben vor allem neutestamentliche und heilsgeschichtliche Themen mit Szenen aus dem Leben der Maria und Jesus Christus, einem Passionszyklus und Darstellungen der Apostel. Daneben schuf Schongauer Darstellungen männlicher und weiblicher Heiliger. Dabei folgen die Stiche bestehenden Konventionen und zeigten keine gänzlich neuen Sujets. Einzig die Darstellung der Jakobsschlacht bildet da eine Ausnahme und wahrscheinlich auch die Serie der Klugen und Thörrichten Jungfrauen.
Eine weit geringere Zahl der Stiche hat profane Themen. Unter ihnen finden sich Alltagsszenen, aber auch die Wappebilder und Ornamente, die anderen Künstlern als Vorlage dienen sollten. Die zwei Kupferstiche, die Goldschmiedearbeiten zeigen, sind ungewöhnlich aufgrund ihres Themas und wurden in dieser Qualität wohl nicht mehr erreicht.

## Liste der Kupferstiche
| Nr.   | Bild | Titel                                                                      | Entstanden              | Größe                                                  | Bemerkungen |
| ----- | ---- | -------------------------------------------------------------------------- | ----------------------- | ------------------------------------------------------ | --- |
| L. 1  |      | Die Verkündigung an Maria                                                  | um 1480                 | 162 × 112 mm (Einfassung)                              | Der Kupferstich zeigt die Verkündung an Maria, die Schongauer ebenfalls in den Stichen L. 2 und 3, wenn auch auf andere Weise, bearbeitete. Der Stich orientiert sich an Rogier van der Weyden und dem Meister E. S., setzt sich aber von den verbreiteten niederländischen Vorbildern ab. Statt einer detailreichen Interieur-Szene nutzt Schongauer einen abstrakteren und symbolhaften Raum, der nicht eindeutig als Innen- oder Außenraum zu identifizieren ist. Rezeption des Stichs ist ab 1484 bekannt, er wird der mittleren Schaffensperiode um 1480 zugeordnet. |
| L. 2  |      | Der Engel der Verkündigung                                                 |                         | 169 × 118 mm (Einfassung) 17,2 × 12,2 mm (Platte)      | Die Stiche L. 2 und L. 3 bilden ein Paar, obwohl sie sich von der Größe her leicht unterscheiden und sich die beiden Figuren kompositorisch unterscheiden. Die Szene ist aus dem Raum weitestgehend abgelöst, dieser ist nur durch die Bodenlinie und den leichten Schatten angedeutet. Die langen, schlanken Finger und das leere Spruchband sind zeittypische Elemente. Die Haltung des Engels bezieht sich auf eine Figur außerhalb des eigentlichen Bildraums, was ebenfalls auf die Konzeption eines Bildpaares hindeutet. |
| L. 3  |      | Die Maria der Verkündigung                                                 |                         | 171 × 119 mm (Einfassung), 173 × 124 mm (Platte)       | Die Darstellung der Maria ist in sich deutlich geschlossener als die des Engels im vorherigen Stich. In der Forschung werden die neiden Stiche L. 2 und 3 mit den Flügelaußenseiten des Orlier-Altars, einem Frühwerk Schongauers, in Verbindung gebracht. Diese zeigen auch jeweils Gabriel und Maria als Einzelfiguren, sind jedoch in der Darstellung der Figuren weit weniger expressiv. |
| L. 4  |      | Die (kleine) Geburt Christ                                                 |                         | 159 × 157 mm (Einfassung)                              | Die Darstellung der Geburt Christi ist beinahe quadratisch, was die stärkere Fokussierung der Komposition etwa im Vergleich zur Darstellung desselben Sujets im Stich L. 5 bedingt. Der Stich lässt sich nicht eindeutig datieren, gehört aber wohl zum reiferen oder späten Werk. In diesem finden sich weitere annähernd quadratische Darstellungen wie die Taufe Christi (L. 8) und das Noli me tangere (L. 15), mit denen zusammen die Darstellung der Geburt einen fragmentarischen Zyklus mit dem Leben Jesu als Thema handeln könnte. Die Gestaltung ist eigenständig, Elemente wie die langen, dünnen Finger der Maria oder die Komposition sind jedoch niederländischen Vorbildern entlehnt. |
| L. 5  |      | Die (große) Geburt Christi                                                 | Anfang 1470er           | 258 × 170 mm (Einfassung)                              | Der Stich ist Teil einer Viererfolge mit Darstellungen aus dem Marienleben, zu der auch Die Anbetung der Könige (L. 6), Die Flucht nach Ägypten (L. 7) und Der Tod der Maria (L. 16) gehören. Eine genaue Datierung ist unmöglich, der Stich wird aber aufgrund der Detailfülle, der zahlreichen Bezüge auf niederländische Kunst und das Monogramm zum Frühwerk gezählt. Die Stiche der Serie dürften kurz nach der Rückkehr Schongauers aus den Niederlanden entstanden sein. Die Realitätsnähe des Stichs und sein erzählender Charakter beruhen nicht auf der Darstellung einer ablaufenden Handlung, sondern dem detailreich gestalteten Ort und der Betonung der Stimmung der Situation. Dieser Stich ist ein gestochenes Bild, bei dem viele Elemente der Tafelmalerei entlehnt und in das neue Medium übersetzt sind. |
| L. 6  |      | Die Anbetung der Könige                                                    | Anfang 1470er, vor 1479 | 256 × 168 mm (Einfassung)                              | Es handelt sich um den zweiten Stich der Marienleben-Folge. Er lässt sich den frühen Stichen zuordnen. Da Michael Wohlgemut in seinem auf 1479 datierten Hochaltar für die Marienkirche in Zwickau einzelne Motive aus ihm entlehnt hat, muss die Grafik jedoch auf jeden Fall vor diesem Zeitpunkt entstanden sein. Schongauer verarbeitete Anregungen von Rogier van der Weydens Columba-Altar und Dirk Bouts Perle von Brabant genannten Altar. Besonders im Vergleich mit den drei Darstellungen dieses Sujets des Meisters E. S., die gegen Schongauers Stich altertümlicher wirken, wird die Qualität der Grafik deutlich. Von dem Stich existieren vier Zustände, von denen der vierte die Jahreszahl 1482 aufweist.                                                                                                   |
| L. 7  |      | Die Flucht nach Ägypten                                                    | Anfang 1470er           | 255 × 169 mm (Einfassung) 258 × 172 (Platte)           | Dieser Stich ist der dritte der Marienleben-Folge. Aufgrund der Wiedergabe der paradiesischen und exotischen Natur fand er bei den Zeitgenossen große Beachtung. Besonders der Drachenbaum erregte das Interesse und wurde auch in der Forschung in Hinblick auf ein mögliches Naturstudium Schongauers für diesen diskutiert. Ein solches wird jedoch verneint und angenommen, die Darstellung gehe auf bildliche Vorlagen und Berichte vom Aussehen des Baumes zurück. Eine mögliche Spanienreise und damit persönliche Kenntnis aus eigener Anschauung werden bezweifelt. Die Szene der sich herabneigenden Palme bezieht sich auf apokryphe Darstellungen. |
| L. 8  |      | Die Taufe Christi                                                          | vor 1482                | 158 × 158 mm (Einfassung) 163 × 164 mm (Platte)        | Der fast quadratische Stich gehört zu denen, die mit L. 4 das Fargement eines Zyklus zum Leben Jesu bilden könnten. Er gehört zu den reifen oder späten Kupferstichen Schongauers. Da der Engel wahrscheinlich bereits 1481 in einem Wappen-Stich des Meisters AG kopiert wurde, ist eine Entstehung vor 1482 anzunehmen. Die Darstellung mit dem Engel, der das Gewand hält, als Assistenzfigur ist traditionell und lässt sich etwa beim Meister E. S. finden. Der Stich Schongauers wurde vielfach rezipiert. So finden sich etwa Altarreliefs aus dem Tilman-Riemenschneider-Umkreis und der Umgebung des Veit Stoß, die nach diesem Vorbild gestaltet worden sind. |
| L. 9  |      | Die große Kreuztragung                                                     |                         | 286 × 430 mm (Platte)                                  | Dieser Stich war bei seiner Entstehung der größte, der bis dahin geschaffen wurde, und besitzt auch das größte Format im Kupferstich-Werk Schongauers. Mit der Jakobusschlacht (L. 116) und Der heilige Antonius, von Dämonen gepeinigt (L. 54) gehört die Kreuztragung zu den bekanntesten und am häufigsten kopierten Stichen des Künstlers. In der Komposition orientiert sich Schongauers Darstellung an einer verlorenen Kreuztragung von Jan van Eyck, die nur in Kopien überliefert ist, Der Christus-Typus ist jedoch ein deutsch geprägtes Motiv. Dies zeigt den freien Umgang Schongauers mit Vorlagen deutlich auf. Der Stich zeichnet sich durch eine erzählerische Qualität aus, die den Kupferstich der Malerei zum ebenbürtigen Medium werden lässt.                                                           |
| L. 10 |      | Christus am Kreuz mit vier Assistenzfiguren                                |                         | 106 × 72 mm (Einfassung) 107 × 73 mm (Platte)          | Der Stich lässt sich nicht datieren, dürfte aber in zeitlicher Nähe der beiden anderen kleinen Kreuzdarstellungen (L. 11 und 12) entstanden sein. Christus wird am ägyptischen Kreuz gezeigt. Die Assistenzfiguren bilden zwei Gruppen: Maria und Joannes zur rechten Christus verkörpern den Schmerz über dessen Tod, Longinus und der Soldat die Erkenntnis. Die Konzentration des Motivs führt zu einem andachtsbildhaften Charakters, der in Verbindung zur Nutzung solcher Stiche stand. Von dem Stich existieren zwei Zustände. |
| 11    |      | Christus am Kreuz mit Maria und Johannes                                   | um 1475                 | 107 × 73 mm (Platte)                                   | Zwei Zustände. |
| 12    |      | Christus am Kreuz mit Maria und Johannes                                   |                         | 117 × 84 mm (Einfassung)                               | |
| 13    |      | Christus am Kreuz mit würfelnden Kriegsknechten                            |                         | 195 × 150 mm (Einfassung) 202 × 157 mm (Platte)        | |
| 14    |      | Christus am Kreuz mit vier Engeln                                          |                         | 290 × 196 mm (Einfassung) ? × 211 mm (Platte)          | |
| 15    |      | Christus und Magdalena (Noli me tangere)                                   |                         | 161 × 160 mm (Einfassung)                              | |
| 16    |      | Der Tod der Maria                                                          | Anfang 1470er           | 255 × 169 mm (Einfassung) 257 × 171 (Platte)           | Drei Zustände. |
| 17    |      | Die Krönung der Maria                                                      |                         | 161 × 156 mm (Einfassung) 167 × 161 mm (Platte)        | |
| 18    |      | Christus segnet Maria                                                      |                         | 160 × 155 mm (Einfassung)                              | |
| 19    |      | Christus am Ölberg                                                         | um 1475                 | 164 × 116 mm (Einfassung) 166 × 118 mm (Platte)        | Die Passion Christi |
| 20    |      | Die Gefangennahme Christi                                                  | um 1475                 | 164 × 116 mm (Einfassung) 169 × 119 mm (Platte)        | Die Passion Christi |
| 21    |      | Christus vor Hanna                                                         | um 1475                 | 163 × 114 mm (Einfassung) 167 × 120 mm (Platte)        | Die Passion Christi |
| 22    |      | Die Geißelung Christi                                                      | um 1475                 | 163 × 116 mm (Einfassung) 166 × 119 mm (Platte)        | Die Passion Christi |
| 23    |      | Die Dornenkrönung Christi                                                  | um 1475                 | 161 × 113 mm (Einfassung) 166 × 118 mm (Platte)        | Die Passion Christi |
| 24    |      | Die Handwaschung des Pilates                                               | um 1475                 | 162 × 115 mm (Einfassung) 166 × 119 mm (Platte)        | Die Passion Christi |
| 25    |      | Die Schaustellung Christi (Ecce Homo)                                      | um 1475                 | 161 × 112 mm (Einfassung) 166 × 118 mm (Platte)        | Die Passion Christi |
| 26    |      | Kreuztragung Christi                                                       | um 1475                 | 163 × 115 mm (Einfassung) 167 × 119 mm (Platte)        | Die Passion Christi |
| 27    |      | Die Kreuzigung Christi                                                     | um 1475                 | 162 × 115 mm (Einfassung) 167 × 118 mm (Platte)        | Die Passion Christi |
| 28    |      | Die Grablegung Christi                                                     | um 1475                 | 163 × 116 mm (Einfassung) 169 × 120 mm (Platte)        | Die Passion Christi |
| 29    |      | Die Höllenfahrt Christi                                                    | um 1475                 | 166 × 115 mm (Einfassung) 168 × 120 mm (Platte)        | Die Passion Christi |
| 30    |      | Die Auferstehung Christi                                                   | um 1475                 | 163 × 116 mm (Einfassung) 167 × 119 mm (Platte)        | Die Passion Christi |
| 31    |      | Das segnende Christkind                                                    |                         | 88 × 61 mm (Einfassung)                                | |
| 32    |      | Der segnende Christus                                                      |                         | 85 × 59 mm (Einfassung)                                | |
| 33    |      | Der thronende Heiland                                                      |                         | 169 × 120 mm (Einfassung) 171 × 124 mm (Platte)        | Drei Zustände. |
| 34    |      | Der Schmerzensmann zwischen Maria und Johannes                             |                         | 194 × 154 mm (Einfassung) 223 × 157 mm (Platte)        | Drei Zustände. |
| 35    |      | Die (kleine) stehende Madonna                                              |                         | 88 × 61 mm (Einfassung) 90 × 64 mm (Platte)            | |
| 36    |      | Die Madonna auf der Rasenbank                                              | zweite Hälfte 1470er    | 122 × 84 mm (Einfassung)                               | |
| 37    |      | Die Madonna mit dem Papagei                                                |                         | 158 × 109 mm (Einfassung) 159 × 115 mm (Platte)        | Zwei Zustände. |
| 38    |      | Die Madonna im Hof                                                         | um 1480                 | 166 × 119 mm (Einfassung)                              | |
| 39    |      | Die stehende Madonna mit dem Apfel                                         |                         | 173 × 125 mm (Platte)                                  | Zwei Zustände. |
| 40    |      | Maria in Halbfigur auf der Mondsichel                                      |                         | 173 × 109 mm (Einfassung) 178 × ? mm (Platte)          | |
| 41    |      | Der Apostel Petrus                                                         | vor 1480                | 89 × 43 mm (Platte)                                    | Die zwölf Apostel |
| 42    |      | Der Apostel Paulus                                                         | vor 1480                | 90 × 44 mm (Platte)                                    | Die zwölf Apostel |
| 43    |      | Der Apostel Andreas                                                        | vor 1480                | 89 × 44 mm (Platte)                                    | Die zwölf Apostel |
| 44    |      | Der Apostel Jacobus d.Ä.                                                   | vor 1480                | 89 × 43 mm (Platte)                                    | Die zwölf Apostel |
| 45    |      | Der Apostel Johannes                                                       | vor 1480                | 90 × 50 mm (Platte)                                    | Die zwölf Apostel |
| 46    |      | Der Apostel Thomas                                                         | vor 1480                | 90 × 50 mm (Platte)                                    | Die zwölf Apostel. Zwei Zustände. |
| 47    |      | Der Apostel Judas Thaddäus (?)                                             | vor 1480                | 88 × 43 mm (Platte)                                    | Die zwölf Apostel |
| 48    |      | Der Apostel Philippus                                                      | vor 1480                | 89 × 50 mm (Platte)                                    | Die zwölf Apostel |
| 49    |      | Der Apostel Bartholomäus                                                   | vor 1480                | 90 × 50 mm (Platte)                                    | Die zwölf Apostel |
| 50    |      | Der Apostel Matthäus                                                       | vor 1480                | 89 × 50 mm (Platte)                                    | Die zwölf Apostel |
| 51    |      | Der Apostel Simon                                                          | vor 1480                | 90 × 51 mm (Platte)                                    | Die zwölf Apostel |
| 52    |      | Der Apostel Jacobus Minor (?)                                              | vor 1480                | 89 × 44 mm (Platte)                                    | Die zwölf Apostel |
| 53    |      | Der heilige Antonius stehend                                               |                         | 88 × 63 mm (Einfassung)                                | |
| 54    |      | Der heilige Antonius, von Dämonen gepeinigt                                | frühe 1470er            | 312 × 230 mm (Einfassung) 314 × 231 mm (Platte)        | Zwei Zustände. |
| 55    |      | Der heilige Augustinus (?)                                                 |                         | 89 × 61 mm (Einfassung)                                | |
| 56    |      | Der heilige Christophorus                                                  | um 1475                 | 160 × 112 mm (Einfassung) 164 × ? mm (Platte)          | |
| 57    |      | Der heilige Georg als Drachentöter                                         | um 1480                 | 58 × 74 mm (Einfassung)                                | |
| 58    |      | Der heilige Georg als Drachentöter, im Rund                                |                         | 85 mm Durchmesser (Einfassung) 89 × 88 mm (Platte)     | |
| 59    |      | Johannes der Täufer                                                        |                         | 154 × 114 mm (Einfassung) 157 × 117 mm (Platte)        | |
| 60    |      | Johannes auf Patmos                                                        |                         | 60 × 114 mm (Einfassung) 164 × 118 mm (Platte)         | |
| 61    |      | Der heilige Laurentius                                                     |                         | 160 × 112 mm (Einfassung) 166 × 118 mm (Platte)        | |
| 62    |      | Der heilige Martin                                                         |                         | 155 × 106 mm (Einfassung) 157 × 107 mm (Platte)        | |
| 63    |      | Der Erzengel Michael                                                       |                         | 162 × 113 mm (Einfassung)                              | |
| 64    |      | Der (kleine) heilige Sebastian                                             |                         | 71 × 44 mm (Einfassung) 75 × 47 mm (Platte)            | |
| 65    |      | Der (große) heilige Sebastian                                              |                         | 156 × 111 mm (Einfassung)                              | |
| 66    |      | Der heilige Stephanus                                                      |                         | 162 × 113 mm (Einfassung) 165 × 117 mm (Platte)        | |
| 67    |      | Die heilige Agnes mit dem Lamm                                             |                         | 153 × 103 mm (Einfassung) 155 × 104 mm (Platte)        | |
| 68    |      | Die heilige Barbara                                                        |                         | 99 × 59 mm (Platte)                                    | |
| 69    |      | Die (kleine) heilige Katharina                                             |                         | 98 × 55 mm (Platte)                                    | |
| 70    |      | Die (große) heilige Katharina                                              |                         | 146 × 100 mm (Einfassung) 150 × 106 mm (Platte)        | |
| 71    |      | Die heilige Veronika                                                       |                         | 88 × 60 mm (Einfassung)                                | |
| 72    |      | Der Engel des Matthäus                                                     |                         | 87 mm Durchmesser (Einfassung) 92 × 92 mm (Platte)     | Evangelistensymbole |
| 73    |      | Der Löwe des Markus                                                        |                         | 87 mm Durchmesser (Einfassung) 91 × 91 (?) mm (Platte) | Evangelistensymbole |
| 74    |      | Der Stier des Lukas                                                        |                         | 87 mm Durchmesser (Einfassung)                         | Evangelistensymbole |
| 75    |      | Der Adler des Johannes                                                     |                         | 87 mm Durchmesser (Einfassung)                         | Evangelistensymbole |
| 76    |      | Die erste Kluge Jungfrau                                                   | vor 1483                | 121 × 85 mm (Einfassung) 125 × 88 mm (Platte)          | Die Klugen und die Törichten Jungfrauen. Zwei Zustände. |
| 77    |      | Die zweite Kluge Jungfrau                                                  | vor 1483                | 121 × 83 mm (Einfassung)                               | Die Klugen und die Törichten Jungfrauen |
| 78    |      | Die dritte Kluge Jungfrau                                                  | vor 1483                | 122 × 83 mm (Einfassung) ? × 88 mm (Platte)            | Die Klugen und die Törichten Jungfrauen |
| 79    |      | Die vierte Kluge Jungfrau                                                  | vor 1483                | 121 × 83 mm (Einfassung) 126 × 87 mm (Platte)          | Die Klugen und die Törichten Jungfrauen |
| 80    |      | Die fünfte Kluge Jungfrau                                                  | vor 1483                | 121 × 83 mm (Einfassung) 125 × 87 mm (Platte)          | Die Klugen und die Törichten Jungfrauen |
| 81    |      | Die erste Törichte Jungfrau                                                | vor 1483                | 123 × 84 mm (Einfassung) 125 × 87 mm (Platte)          | Die Klugen und die Törichten Jungfrauen |
| 82    |      | Die zweite Törichte Jungfrau                                               | vor 1483                | 121 × 83 mm (Einfassung) 124 × 87 mm (Platte)          | Die Klugen und die Törichten Jungfrauen |
| 83    |      | Die dritte Törichte Jungfrau                                               | vor 1483                | 120 × 84 mm (Einfassung) 125 × 88 mm (Platte)          | Die Klugen und die Törichten Jungfrauen |
| 84    |      | Die vierte Törichte Jungfrau                                               | vor 1483                | 120 × 82 mm (Einfassung) 124 × 88 mm (Platte)          | Die Klugen und die Törichten Jungfrauen |
| 85    |      | Die fünfte Törichte Jungfrau                                               | vor 1483                | 121 × 83 mm (Einfassung) 125 × 87 mm (Platte)          | Die Klugen und die Törichten Jungfrauen |
| 86    |      | Törichte Jungfrau in Halbfigur                                             |                         | 147 × 108 mm (Platte)                                  | |
| 87    |      | Die raufenden Lehrjungen                                                   | um 1480                 | 57 × 74 mm (Einfassung)                                | |
| 88    |      | Der Müller mit Eselin und Füllen                                           |                         | 87 × 124 mm (Blatt)                                    | |
| 89    |      | Zwei Türken (?) im Gespräch                                                | um 1475                 | 90 × 50 mm (Blatt)                                     | |
| 90    |      | Bauern auf dem Weg zum Markt                                               |                         | 163 × 163 mm (Platte)                                  | |
| 91    |      | Die Schweine                                                               |                         | 70 × 93 mm (Einfassung)                                | |
| 92    |      | Hirsch und Hirschkuh                                                       |                         | 75 × 97 mm (Platte)                                    | |
| 93    |      | Der Greif                                                                  |                         | 99 (Platte) × 148 mm (Blatt)                           | |
| 94    |      | Der Elefant                                                                |                         | 107 × 146 mm (Blatt)                                   | |
| 95    |      | Wappenschild mit Löwe, von einem Engel gehalten                            |                         | 78 mm Durchmesser (Einfassung)                         | Die Wappenbilder |
| 96    |      | Wappenschild mit Einhorn, von einer jungen Frau gehalten                   |                         | 77 mm Durchmesser (Einfassung) ? × 82 mm (Platte)      | Die Wappenbilder |
| 97    |      | Wappenschild mit Schwan, von einer Jungfrau gehalten                       |                         | 78 mm Durchmesser (Einfassung)                         | Die Wappenbilder |
| 98    |      | Wappenschild mit drei Sternen, von einer Jungfrau gehalten                 |                         | 77 mm Durchmesser (Einfassung)                         | Die Wappenbilder |
| 99    |      | Wappenschild mit Löwenkopf, von einer Wilden Frau gehalten                 |                         | 78 mm Durchmesser (Einfassung)                         | Die Wappenbilder |
| 100   |      | Zwei Wappenschilde mit Greifenfuß und Hahn, von einem Orientalen gehalten  |                         | 77 mm Durchmesser (Einfassung)                         | Die Wappenbilder |
| 101   |      | Wappenschild mit Flügeln, von einem Bauern gehalten                        |                         | 77 mm Durchmesser (Einfassung)                         | Die Wappenbilder |
| 102   |      | Wappenschild mit Windhund, von einem Wilden Mann gehalten                  |                         | 78 mm Durchmesser (Einfassung)                         | Die Wappenbilder |
| 103   |      | Wappenschild mit Hirsch, von einem Wilden Mann gehalten                    |                         | 78 mm Durchmesser (Einfassung) 86 × 82 mm (Platte)     | Die Wappenbilder |
| 104   |      | Zwei Wappenschilde mit Hase und Mohrenkopf, von einem Wilden Mann gehalten |                         | 78 mm Durchmesser (Einfassung)                         | Die Wappenbilder |
| 105   |      | Der Bischofsstab                                                           |                         | 274 × 127 mm (Blatt)                                   | |
| 106   |      | Das Rauchfass                                                              |                         | 291 × 212 mm (Blatt)                                   | |
| 107   |      | Querfüllung mit Ornamentranke                                              |                         | 56 × 73 mm (Einfassung)                                | |
| 108   |      | Querfüllung mit Hopfenranke                                                |                         | 85 × 119 mm (Einfassung) 86 × 120 mm (Platte)          | |
| 109   |      | Querfüllung mit Papageien und Vögeln                                       |                         | 108 × 154 mm (Blatt)                                   | |
| 110   |      | Querfüllung mit Rasenbüscheln                                              |                         | 110 × 159 mm (Blatt)                                   | |
| 111   |      | Erstes Krabbenornament                                                     |                         | 140 (Blatt) × 83 mm (Platte)                           | Vier Krabbenornamente |
| 112   |      | Zweites Krabbenornament                                                    |                         | 139 × 93 mm (Blatt)                                    | Vier Krabbenornamente |
| 113   |      | Drittes Krabbenornament                                                    |                         | 130 × 91 mm (Blatt)                                    | Vier Krabbenornamente |
| 114   |      | Viertes Krabbenornament                                                    |                         | 110 × 70 mm (Platte)                                   | Vier Krabbenornamente |
| 115   |      | Hochfüllung mit Eule und anderen Vögeln                                    |                         | 145 × 102 mm (Einfassung) ? × 104 mm (Platte)          | |
| 116   |      | Der heilige Jakobus d.Ä. in der Schlacht                                   |                         | 289 × 432 mm (Platte)                                  | Zwei Zustände. |